# Werner Herbert
Werner Karl Herbert (* 29. August 1963 in Hartberg) ist ein österreichischer Politiker (FPÖ) und Polizeibeamter. Er war 2008 kurzfristig Mitglied des Bundesrats und von Oktober 2008 bis Oktober 2013 Abgeordneter zum österreichischen Nationalrat. Von 2013 bis November 2017 war er wieder im Bundesrat tätig und von November 2017 bis Oktober 2019 war er wieder im Nationalrat vertreten, seit März 2023 ist er erneut Abgeordneter.

## Ausbildung und Beruf
Herbert besuchte von 1969 bis 1977 die Volks- und Hauptschule und im Anschluss bis 1978 den Polytechnischen Lehrgang. Er war danach zwischen 1978 und 1981 Polizeipraktikant der Bundespolizeidirektion Wien und ab 1981 Polizeibeamter. Im Jahr 1996 wurde er in den Rang eines Dienstführenden Polizeibeamten erhoben.
Herbert wurde am 1. September 1982 der Sicherheitswacheabteilung Innere Stadt zugewiesen und versah seinen Dienst in verschiedenen Dienststellen des 1. Bezirks. Ab 1996 war er Wachkommandant, am 1. November 2005 wurde er zum stellvertretenden Inspektionskommandant der Polizeiinspektion Goethegasse befördert.

## Politischer Werdegang
Herbert wirkte zwischen 2000 und 2005 und ab 2010 bis dato als FPÖ-Gemeinderat in Enzersdorf an der Fischa, wo er auch Vizebürgermeister ist. Herbert wurde 2003 in die Funktion des Bezirksparteiobmann der FPÖ Bruck an der Leitha gewählt. Seit 2005 ist Herbert Mitglied des Landesparteivorstandes der FPÖ Niederösterreich bzw. seit 2009 auch Mitglied des Bundesparteivorstandes der FPÖ. Herbert ist des Weiteren in der Personalvertretung aktiv. Ab 1996 engagierte er sich für die Aktionsgemeinschaft Unabhängiger und Freiheitlicher (AUF). Seit 1999 ist er Personalvertreter der AUF bei der Landespolizeidirektion Wien. 2006 wurde er zum Mitglied des Bundesvorstandes der AUF und zum Vorsitzenden der AUF Exekutive Wien gewählt, seit 2009 ist er Bundesvorsitzender der AUF.
Vom 10. April 2008 bis 27. Oktober 2008 war Werner Herbert erstmals als Vertreter Niederösterreichs und der FPÖ Mitglied des Bundesrats. Herbert kandidierte bei der Nationalratswahl 2008 für den Nationalrat und wurde am 28. Oktober 2008 als Abgeordneter für den Regionalwahlkreis Niederösterreich Süd-Ost angelobt. Im FPÖ-Parlamentsklub nahm Herbert die Funktion des Bereichssprechers für den Öffentlichen Dienst ein. Nach der Landtagswahl in Niederösterreich 2013 wechselte Werner Herbert erneut als vom Niederösterreichischen Landtag entsandtes Mitglied in den Bundesrat. Mit Beginn der 26. Gesetzgebungsperiode wurde Herbert neuerlich als Abgeordneter zum Nationalrat am 9. November 2017 angelobt. Nach der Nationalratswahl 2019 schied er aus dem Nationalrat aus.
Bei der Landtagswahl 2023 trat er als FPÖ-Spitzenkandidat im Landtagswahlkreis Bruck an der Leitha an. Im März 2023 rückte er für Edith Mühlberghuber in den Nationalrat nach.

## Privates
Herbert ist verheiratet und Vater von vier Kindern. Er wohnt in Margarethen am Moos.